# شرقي بن سالمين (رخية)
'

تعديل مصدري - تعديل

شرقي بن سالمين هي إحدى قرى عزلة رخية بمديرية رخية التابعة لمحافظة حضرموت، بلغ تعداد سكانها 93 نسمة حسب تعداد اليمن لعام 2004.